# Холланд, Чарльз
Чарльз Р. Холланд (англ. Charles R. Holland; род. 21 января 1946) — американский военный деятель, генерал ВВС в отставке. Бывший командующий Командования специальных операций вооружённых сил США.
Лётчик высшего класса, имеющий более 5000 часов налёта и выполнивший более 100 боевых вылетов, в том числе 79 из них — в Юго-Восточной Азии на AC-130 Spectre. Имеет навыки пилотирования на военно-транспортных самолётах C-130 Hercules и С-37 Gulfstream, самолётах огневой поддержки AC-130, спасательных самолётах HC-130, самолётах Сил специального назначения MC-130, учебных самолётах Т-39, вертолётах Сил специального назначения MH-53 и MH-60, транспортных вертолётах типа H-3 и многоцелевых вертолётах типа Н-1.

## Образование
- 1968 — Бакалавр естественных наук в области авиационного машиностроения Академии ВВС США, Колорадо-Спрингс, Колорадо.
- 1974 — Школа младших офицеров ВВС, авиабаза Максвелл[англ.], штат Алабама.
- 1975 — Командно-штабной колледж ВВС[англ.], авиабаза Максвелл, штат Алабама (заочно).
- 1976 — Магистр естественных наук в области делового администрирования университета Троя[англ.], штат Алабама.
- 1978 — Магистр естественных наук в области космического машиностроения технологического института ВВС[англ.], Райт-Паттерсон[англ.], штат Огайо.
- 1982 — Управленческий курс по национальной безопасности (заочно).
- 1986 — Промышленный колледж вооружённых сил[англ.], Форт-Макнейр, Вашингтон, округ Колумбия.
- 1990 — Программа для руководителей высшего звена в сфере национальной безопасности школы государственного управления им. Джона Ф. Кеннеди Гарвардского университета.
- 1998 — Управленческая программа по национальной и международной безопасности школы государственного управления им. Джона Ф. Кеннеди Гарвардского университета.

## Военная служба
С августа 1968 по август 1969 г. проходил предвыпускную подготовку лётчиков на авиабаза Риз, Техас. Затем с сентября по ноябрь 1969 г. прошёл начальную квалификационную подготовку пилотов военно-транспортного самолёта C-130E на авиабазе Сеуарт, Теннеси.
С ноября 1969 по сентябрь 1972 г. служил в 347-й и 772-й тактических военно-транспортных эскадрильях пилотом самолёта C-130E на авиабазе Дайс, Техас.
В октябре 1972 — январе 1973 г. проходил курс боевой подготовки экипажей самолёта AC-130E, авиабаза Херлберт Филд, Флорида. Затем с января 1973 по январь 1974 г. — командир экипажа самолёта AC-130E/H, лётчик-инструктор и лётчик по стандартизации и оценке 16-й эскадрильи специальных операций, авиабаза Убон, Таиланд.
В 1974—1977 гг. служил в Западной Германии на авиабазе Рамштайн, сначала как штабной офицер по воздушным операциям директората воздушных перевозок штаб-квартиры ВВС США в Европе (февраль 1974 — январь 1976), а затем офицером по планированию совместных практических занятий Центра военных воздушных перевозок в Европе (январь 1976 — апрель 1977).
С мая 1977 по декабрь 1978 г. — студент магистратуры космического машиностроения технологического института ВВС. Затем с января 1979 по май 1983 г. — начальник отделения управления полётами космических кораблей Спейс шаттл, затем заместитель директора по планированию политики и помощник командира космического отдела на авиабазе Лос-Анджелес.
В июне — августе 1983 г. — учащийся курсов переподготовки пилотов C-130E на авиабазе Литтл-Рок, Арканзас. С сентября 1983 по июнь 1985 г. — командир 21-й тактической военно-транспортной эскадрильи на авиабазе Кларк-Филд, Филиппины. В июле 1985 — июне 1986 г. — учащийся Промышленного колледжа вооружённых сил.
С июня 1986 по июнь 1987 г. служил в аппарате заместителя начальника штаба ВВС по исследованиям, разработкам и приобретениям заместителем начальника отдела воздушных перевозок и боевой подготовки директората оперативных потребностей. Затем с июня 1987 по июнь 1988 г. служил в управлении помощника министра ВВС начальником отдела воздушных перевозок и боевой подготовки директората стратегии, сил специальных операций и воздушных перевозок военного заместителя по вопросам закупок.
В июне 1988 — июне 1991 г. — заместитель командира и командир 1550-го авиакрыла по подготовке экипажей боевых самолётов на авиабазе Киртланд, Нью-Мексико.

## Служба в силах специальных операций
С 20 июня 1991 по 7 июня 1993 г. — командир 1-го авиакрыла специальных операций на авиабазе Херлберт Филд, Флорида. В июне 1993 — июне 1995 г. — заместитель командующего Совместного командования специальных операций в Форт-Брэгг, Северная Каролина.
В июне 1995 — июне 1997 г. — командующий Командования специальных операций ВС США в зоне Тихого океана на базе морской пехоты Кэмп-Смит, Гавайи. С 9 июля 1997 по 5 августа 1999 г. возглавлял Командование специальных операций ВВС на авиабазе Херлберт Филд, Флорида. В августе 1999 — октябре 2000 г. — заместитель командующего ВВС США в Европе на авиабазе Рамштайн, Германия.
26 июля 2000 г. был представлен к званию генерала и должности командующего Командования специальных операций вооружённых сил США. 7 сентября кандидатура Холланда была одобрена Сенатом США. Вступил в должность 27 октября 2000 г., находился в ней до 2 сентября 2003 г.
Ушёл в отставку 1 ноября 2003 года.

## Деятельность после отставки
После ухода из вооружённых сил входил в состав Совета директоров компаний AeroVironment Inc., General Atomics, Protonex Technology и SELEX US, а также работал в качестве советника в Camber Corporation и Aerospace Integration Corp., дочерней компании MTC Technologies.

## Семейное положение
Женат, отец двух сыновей. Старший сын Чарльз — майор ВВС.

## Присвоение воинских званий
- Второй лейтенант — 15 июня 1968
- Первый лейтенант — 5 декабря 1969
- Капитан — 5 июня 1971
- Майор — 19 апреля 1979
- Подполковник — 1 декабря 1982
- Полковник — 1 декабря 1985
- Бригадный генерал — 20 мая 1993
- Генерал-майор — 22 февраля 1997
- Генерал-лейтенант — 1 ноября 1999
- Генерал — 1 декабря 2000

## Награды и знаки отличия
- Знак мастера-авиатора ВВС США
- Знак персонала по обслуживанию МБР
- Медаль «За выдающиеся заслуги» ВВС
- Медаль «За отличную службу» с двумя бронзовыми дубовыми листьями
- Орден «Легион Почёта» с бронзовым дубовым листом
- Крест лётных заслуг
- Медаль похвальной службы с двумя бронзовыми дубовыми листьями
- Воздушная медаль с четырьмя бронзовыми дубовыми листьями
- Награда за выдающееся единство части с бронзовым дубовым листом
- Особая благодарность авиационной части с литерой V за доблесть и бронзовым дубовым листом
- Награда выдающейся авиационной организации с двумя бронзовыми дубовыми листьями
- Медаль ВВС за боевую готовность
- Медаль за службу национальной обороне с бронзовой звездой за службу
- Экспедиционная медаль вооруженных сил с бронзовой звездой за службу
- Медаль «За службу во Вьетнаме»
- Медаль за службу в Юго-Западной Азии с бронзовой звездой за службу
- Лента ВВС за краткосрочную службу за границей
- Лента ВВС за длительную службу за границей с двумя бронзовыми дубовыми листьями
- Награда за выслугу лет в ВВС с серебряным и двумя бронзовыми листьями
- Нашивка ВВС «Отличник стрелковой подготовки»
- Лента ВВС за окончание базового военного обучения
- Крест храбрости президента Вьетнама
- Медаль вьетнамской кампании
- Медаль освобождения (Кувейт)